# Ofis ar Brezhoneg

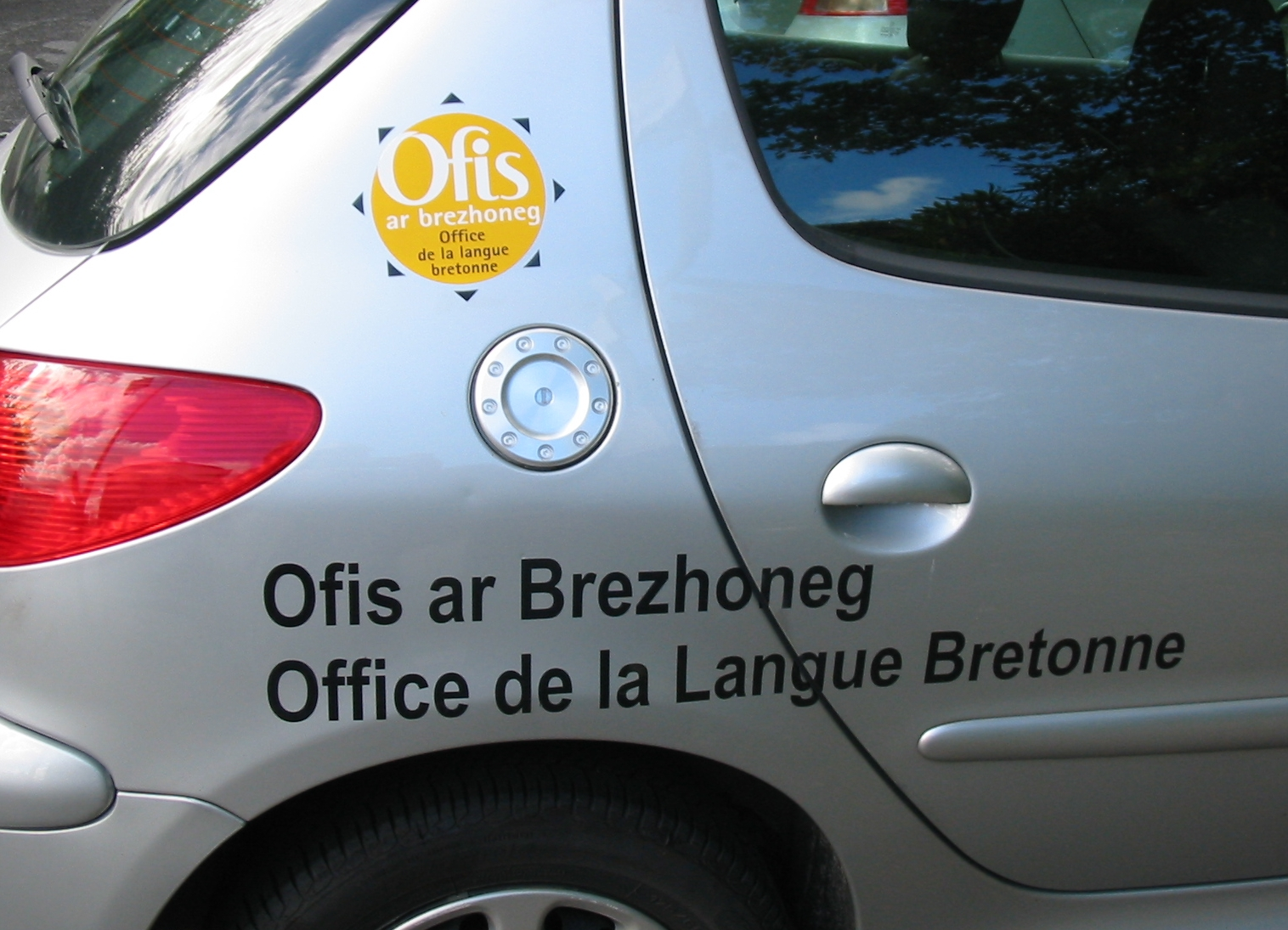
Automòbil amb el logotip de l'Ofis ar Brezhoneg

Ofis ar Brezhoneg (Oficina del Bretó) és un organisme creat l'1 de maig de 1999 per a substituir el Servei de la Llengua Bretona que existia dins l'Institut Cultural de Bretanya (Skol uhel ar Vro). El 2010 es va transformar en Oficina Pública de la Llengua Bretona (Ofis Publik ar Brezhoneg)

## Missió
Una de les seves missions consisteix a tractar de manera científica les dades sociolingüístiques dels mapes lingüístics. Per això està cridada a fer el rol d'Observatori de la Llengua Bretona (Arsellva ar brezhoneg) en publicar aquestes dades i aconsellar les col·lectivitats en la senyalització bilingüe, així com revisar topònims i microtopònims del cadastre com s'ha fet a Catalunya del Nord. És el suport del termBret, el servei cooperatiu de terminologia que edita diccionaris lèxics per especialitats. També ha d'assistir a particulars, administracions i empreses que vulguin utilitzar el bretó. (42 administracions, associacions o empreses li ho han demanat entre l'1 de juliol i el 15 de setembre de 1999).

## El bretó
Ha participat en la promoció de cursos de bretó per a adults. Segons la seva publicació, el curs 1998-1999 hi assistiren 9.300 persones en els cursos, ja sigui a classes nocturnes, per formació o per correspondència. Un total de 6 700 han seguit els cursos, d'ells 1.200 a l'Alta Bretanya (550 en Ille i Vilaine i 462 a Loira Atlàntic). A Bretanya, 165 organismes ofereixen classes nocturnes, endemés de 28 fora de Bretanya, i d'ells 15 a la regió de París.
El 2003, l'Ofis publicà un mapa de carreteres de Bretanya en bretó, on s'inclou el Loira Atlàntic. També ha estat el principal patrocinador de la campanya Ya d'ar brezhoneg per a impulsar l'ús públic del bretó.

## Finançament
L'Ofis és una associació independent, presidida per Lena Louarn, que compta amb un pressupost d'1 milió de € a càrrec principalment de la Regió de Bretanya. La seu és Carhaix, on hi treballa el seu director Fulup Jakez (Jacques Philippe) i l'organisme responsable per al desenvolupament de bretó. L'antena de Rennes amb el Director Adjunt, Olier Ar Mogni (Olivier Le Moigne) acull l'Observatori de la Llengua Bretona. El govern regional el 2004 va anunciar la seva voluntat de modificar els estatuts per tala que sigui una institució pública de cooperació cultural.